# Démographie de l'Hérault
La démographie de l'Hérault est caractérisée par une forte densité et une population en forte croissance depuis les années 1950.
Avec ses 1 217 331 habitants en 2022, le département français de l'Hérault se situe en 18e position sur le plan national.
En six ans, de 2015 à 2021, sa population s'est accrue de près de 81 700 unités, c'est-à-dire de plus ou moins 13 600 personnes par an. Mais cette variation est différenciée selon les 342 communes que comporte le département.
La densité de population de l'Hérault, 199,5 habitants par kilomètre carré en 2022, est deux fois supérieure à celle de la France entière qui est de 107,1 hab./km2 pour la même année.

## Évolution démographique du département de l'Hérault
Le département est créé par décret du 4 mars 1790. Il comporte alors 4 districts (Montpellier, Béziers, Lodève, Saint-Pons). Le premier recensement sera réalisé en 1791 et ce dénombrement, reconduit tous les cinq ans à partir de 1821, permettra de connaître plus précisément l'évolution des territoires.
Avec 346 207 habitants en 1831, le département représente 1,6 % de la population française, qui est alors de 32 569 000 habitants. De 1831 à 1866, il va gagner 81 038 habitants, soit une augmentation de 0,67 % moyen par an, supérieure au taux d'accroissement national de 0,48 % sur cette même période.
L'évolution démographique entre la Guerre franco-prussienne de 1870 et la Première Guerre mondiale est similaire au niveau national. Sur cette période, la population s'accroît de 50 606 habitants, soit un accroissement de 11,77 % alors qu'il est de 10 % au niveau national. La population gagne 2,83 % pour la période de l'entre-deux guerres courant de 1921 à 1936 parallèlement à une croissance au niveau national de 6,9 %.
À l'instar des autres départements français, l'Hérault connaît un important essor démographique après la Seconde Guerre mondiale. 
En 2022, le département comptait 1 217 331 habitants, en évolution de +7,49 % par rapport à 2016 (France hors Mayotte : +2,11 %).
| 1791 | 1801    | 1806    | 1821    | 1826    | 1831    | 1836    | 1841    | 1846    |
| ---- | ------- | ------- | ------- | ------- | ------- | ------- | ------- | ------- |
| -    | 275 449 | 299 882 | 324 126 | 339 445 | 346 207 | 357 846 | 367 343 | 386 020 |

| 1851    | 1856    | 1861    | 1866    | 1872    | 1876    | 1881    | 1886    | 1891    |
| ------- | ------- | ------- | ------- | ------- | ------- | ------- | ------- | ------- |
| 389 286 | 400 424 | 409 391 | 427 245 | 429 878 | 445 053 | 441 527 | 439 044 | 461 012 |

| 1896    | 1901    | 1906    | 1911    | 1921    | 1926    | 1931    | 1936    | 1946    |
| ------- | ------- | ------- | ------- | ------- | ------- | ------- | ------- | ------- |
| 469 684 | 489 421 | 482 779 | 480 484 | 488 215 | 500 575 | 514 819 | 502 043 | 461 100 |

| 1954    | 1962    | 1968    | 1975    | 1982    | 1990    | 1999    | 2006      | 2011      |
| ------- | ------- | ------- | ------- | ------- | ------- | ------- | --------- | --------- |
| 471 429 | 516 658 | 591 397 | 648 202 | 706 499 | 794 603 | 896 441 | 1 001 041 | 1 062 036 |

| 2016      | 2021      | 2022      | - | - | - | - | - | - |
| --------- | --------- | --------- | - | - | - | - | - | - |
| 1 132 481 | 1 201 883 | 1 217 331 | - | - | - | - | - | - |

## Population par divisions administratives

### Arrondissements
Le département de l'Hérault comporte trois arrondissements. La population se concentre principalement sur l'arrondissement de Montpellier, qui recense 61 % de la population totale du département en 2022, avec une densité de 740,6 hab./km2, contre 27 % pour l'arrondissement de Béziers et 12 % pour celui de Lodève.
| Arrondissement  | Population(2022) | Variation(2022/2016)                       | Superficie(km2) | Densité(hab./km2) |
| --------------- | ---------------- | ------------------------------------------ | --------------- | ----------------- |
| Montpellier     | 744 182          | en évolution de +8,81 % par rapport à 2016 | 1 004,8         | 740,6             |
| Béziers         | 325 400          | en évolution de +5,04 % par rapport à 2016 | 3 091,2         | 105,3             |
| Lodève          | 147 749          | en évolution de +6,49 % par rapport à 2016 | 2 005           | 73,7              |
| Source : Insee. |                  |                                            |                 |                   |

### Communes de plus de10 000 habitants
Sur les 342 communes que comprend le département de l'Hérault, 112 ont en 2021 une population municipale supérieure à 2 000 habitants, 48 ont plus de 5 000 habitants, quatorze ont plus de 10 000 habitants et cinq ont plus de 25 000 habitants : Montpellier, Béziers, Sète, Agde et Lunel.
Les évolutions respectives des communes de plus de 10 000 habitants sont présentées dans le tableau ci-après.
| Commune                  | Population(2022) | Variation(2022/2016)                        | Superficie(km2) | Densité(hab./km2) |
| ------------------------ | ---------------- | ------------------------------------------- | --------------- | ----------------- |
| Montpellier              | 307 101          | en évolution de +9,05 % par rapport à 2016  | 56,88           | 5 399,1           |
| Béziers                  | 80 815           | en évolution de +5,65 % par rapport à 2016  | 95,48           | 846,4             |
| Sète                     | 45 090           | en évolution de +3,4 % par rapport à 2016   | 24,21           | 1 862,5           |
| Agde                     | 29 612           | en évolution de +6,98 % par rapport à 2016  | 50,81           | 582,8             |
| Lunel                    | 26 380           | en évolution de +1,45 % par rapport à 2016  | 23,9            | 1 103,8           |
| Castelnau-le-Lez         | 25 404           | en évolution de +31,92 % par rapport à 2016 | 11,18           | 2 272,3           |
| Frontignan               | 23 788           | en évolution de +5,63 % par rapport à 2016  | 31,72           | 749,9             |
| Lattes                   | 17 592           | en évolution de +5,42 % par rapport à 2016  | 27,83           | 632,1             |
| Mauguio                  | 16 417           | en évolution de −3,84 % par rapport à 2016  | 49,56           | 331,3             |
| Juvignac                 | 13 776           | en évolution de +26,8 % par rapport à 2016  | 10,83           | 1 272             |
| Mèze                     | 12 711           | en évolution de +10,21 % par rapport à 2016 | 34,59           | 367,5             |
| Saint-Jean-de-Védas      | 13 300           | en évolution de +39,43 % par rapport à 2016 | 12,89           | 1 031,8           |
| Saint-Gély-du-Fesc       | 10 530           | en évolution de +7,3 % par rapport à 2016   | 16,51           | 637,8             |
| Villeneuve-lès-Maguelone | 10 406           | en évolution de +5,69 % par rapport à 2016  | 22,7            | 458,4             |
| Source : Insee.          |                  |                                             |                 |                   |

## Structures des variations de population

### Soldes naturels et migratoires depuis 1968
La variation moyenne annuelle est positive depuis les années 1970, passant de 1,3 à 1,2 %.
Le solde naturel annuel qui est la différence entre le nombre de naissances et le nombre de décès enregistrés au cours d'une même année, stagne autour de 0,2 %. La baisse du taux de natalité, qui passe de 13,9 à10.9 ‰, est compensée par une baisse du taux de mortalité, qui parallèlement passe de 11,3 à 9,3 ‰.
Le flux migratoire reste positif sur la période courant de 1968 à 2021. Le taux annuel reste stable autour de 1,1 %.
| Indicateurs démographiques                       | 1968 à1975 | 1975 à1982 | 1982 à1990 | 1990 à1999 | 1999 à2010 | 2010 à2015 | 2015 à2021 |
| ------------------------------------------------ | ---------- | ---------- | ---------- | ---------- | ---------- | ---------- | ---------- |
| Variation annuelle moyenne de la population en % | 1,3        | 1,2        | 1,5        | 1,3        | 1,4        | 1,4        | 1,2        |
| - due au solde naturel en %                      | 0,3        | 0,1        | 0,2        | 0,2        | 0,3        | 0,3        | 0,2        |
| - due au solde apparent des entrées sorties en % | 1,1        | 1,1        | 1,3        | 1,1        | 1,1        | 1,1        | 1,0        |
| Taux de natalité en ‰                            | 13,9       | 12,1       | 12,4       | 12,1       | 12,1       | 12,0       | 10,9       |
| Taux de mortalité en ‰                           | 11,3       | 10,8       | 10,4       | 9,6        | 9,1        | 8,9        | 9,3        |
| Source : Insee.                                  |            |            |            |            |            |            |            |

### Mouvements naturels sur la période 2014-2022
En 2014, 13 008 naissances ont été dénombrées contre 9 752 décès. Le nombre annuel des naissances a diminué depuis cette date, passant à 12 436 en 2022, indépendamment à une augmentation, mais relativement faible, du nombre de décès, avec 12 415 en 2022. Le solde naturel est ainsi positif et diminue, passant de 3 256 à 21.
Pour des raisons techniques, il est temporairement impossible d'afficher le graphique qui aurait dû être présenté ici.

## Densité de population
La densité de population est en augmentation depuis 1968, en cohérence avec l'augmentation de la population.
En 2021, la densité était de 197,0 hab./km2.
| 1968 |  | 96.9 |  |

| 1975 |  | 106.2 |  |

| 1982 |  | 115.8 |  |

| 1990 |  | 130.2 |  |

| 1999 |  | 146.9 |  |

| 2010 |  | 171.2 |  |

| 2015 |  | 183.6 |  |

| 2021 |  | 197.0 |  |

## Répartition par sexes et tranches d'âges
La population du département est plus âgée qu'au niveau national.
En 2021, le taux de personnes d'un âge inférieur à 30 ans s'élève à 35 %, soit en dessous de la moyenne nationale (35,1 %). À l'inverse, le taux de personnes d'âge supérieur à 60 ans est de 28,2 % la même année, alors qu'il est de 26,6 % au niveau national.
En 2021, le département comptait 573 459 hommes pour 628 424 femmes, soit un taux de 52,29 % de femmes, légèrement supérieur au taux national (51,61 %).
Les pyramides des âges du département et de la France s'établissent comme suit.
| Hommes | Classe d’âge | Femmes |
| ------ | ------------ | ------ |
| 0,8    | 90 ou +      | 1,9    |
| 8      | 75-89 ans    | 9,9    |
| 17,2   | 60-74 ans    | 18,3   |
| 18,9   | 45-59 ans    | 18,8   |
| 18,3   | 30-44 ans    | 17,8   |
| 19,3   | 15-29 ans    | 17,9   |
| 17,5   | 0-14 ans     | 15,3   |

| Hommes | Classe d’âge | Femmes |
| ------ | ------------ | ------ |
| 0,7    | 90 ou +      | 1,9    |
| 7,0    | 75-89 ans    | 9,5    |
| 16,6   | 60-74 ans    | 17,5   |
| 20,0   | 45-59 ans    | 19,5   |
| 18,8   | 30-44 ans    | 18,3   |
| 18,3   | 15-29 ans    | 16,7   |
| 18,6   | 0-14 ans     | 16,7   |

## Répartition par catégories socioprofessionnelles
La catégorie socioprofessionnelle des autres personnes sans activité professionnelle est surreprésentée par rapport au niveau national. Avec 19,6 % en 2021, elle est 2,6 points au-dessus du taux national (17 %). La catégorie socioprofessionnelle des ouvriers est quant à elle sous-représentée par rapport au niveau national. Avec 8,7 % en 2021, elle est 3 points en dessous du taux national (11,7 %).
| Catégorie socioprofessionnelle                    | 2015    | 2015 | 2021      | 2021 | Détails de l'année 2021 | Détails de l'année 2021 | Détails de l'année 2021            | Détails de l'année 2021            | Détails de l'année 2021            |
| Catégorie socioprofessionnelle                    | Nb      | %    | Nb        | %    | Hommes                  | Femmes                  | Part en % de la population âgée de | Part en % de la population âgée de | Part en % de la population âgée de |
| Catégorie socioprofessionnelle                    | Nb      | %    | Nb        | %    | Hommes                  | Femmes                  | 15 à 24 ans                        | 25 à 54 ans                        | 55 ans ou +                        |
| ------------------------------------------------- | ------- | ---- | --------- | ---- | ----------------------- | ----------------------- | ---------------------------------- | ---------------------------------- | ---------------------------------- |
| Agriculteurs exploitants                          | 6 559   | 0,7  | 6 161     | 0,6  | 4 353                   | 1 808                   | 0,1                                | 0,9                                | 0,5                                |
| Artisans, commerçants, chefs d'entreprise         | 40 505  | 4,4  | 46 794    | 4,6  | 32 618                  | 14 176                  | 0,9                                | 7,7                                | 2,8                                |
| Cadres et professions intellectuelles supérieures | 79 798  | 8,6  | 96 489    | 9,6  | 53 835                  | 42 653                  | 2,4                                | 16,5                               | 4,9                                |
| Professions intermédiaires                        | 128 829 | 13,8 | 143 350   | 14,2 | 63 345                  | 80 005                  | 8,4                                | 24,5                               | 5,5                                |
| Employés                                          | 149 272 | 16,0 | 152 701   | 15,1 | 41 448                  | 111 253                 | 14,0                               | 23,7                               | 6,5                                |
| Ouvriers                                          | 88 534  | 9,5  | 88 033    | 8,7  | 73 444                  | 14 589                  | 8,3                                | 14,1                               | 3,2                                |
| Retraités                                         | 259 778 | 27,9 | 277 738   | 27,5 | 128 104                 | 149 635                 | 0,0                                | 0,2                                | 66,6                               |
| Autres personnes sans activité professionnelle    | 177 808 | 19,1 | 197 919   | 19,6 | 76 885                  | 121 034                 | 65,9                               | 12,3                               | 10,0                               |
| Ensemble                                          | 931 084 | 100  | 1 009 185 | 100  | 474 033                 | 535 152                 | 100                                | 100                                | 100                                |
| Sources : Insee,.                                 |         |      |           |      |                         |                         |                                    |                                    |                                    |